# Goganpani (Dhading)
Goganpani (nep. गोगनपानी) – gaun wikas samiti w środkowej części Nepalu w strefie Bagmati w dystrykcie Dhading. Według nepalskiego spisu powszechnego z 2001 roku liczył on 930 gospodarstw domowych i 5433 mieszkańców (2700 kobiet i 2733 mężczyzn).